# Харченко, Владимир Григорьевич
Влади́мир Григо́рьевич Ха́рченко (22 июля 1947, Нежин, Черниговская область — 13 августа 2023, Мариуполь, Донецкая область) — советский и украинский спортсмен и тренер; Мастер спорта СССР международного класса, Заслуженный тренер Украины.

## Биография
Родился 22 июля 1947 года в городе Нежине Черниговской области.
Окончил Кировоградский педагогический институт (ныне Центральноукраинский государственный педагогический университет имени Владимира Винниченко). С 1970 года живёт и работает в Мариуполе.
Тренироваться начал в Нежине. Первым его тренером Демьян Ильич Лазарев, через год — Александр Антонович Соломаха. Под его руководством Владимир Мастером спорта. В 1967 году был призван в Советскую армию, сслужил в ракетных войсках в городе Богодухов, потом в Киеве. После службы вернулся домой и продолжил тренировки. По предложению Рафаила Михайловича Городецкого, приехал в Жданов (ныне Мариуполь). Газета «Советский спорт» в 1973 году о Владимире Харченко писала: «Харченко — фигура в боксе важная — имеет сверхсильный удар, быстр. Это многогранный, думающий боксер, а его технике и тактике могут позавидовать многие мастера ринга».
Мариупольским тренером Владимира Харченко стал Михаил Михайлович Завьялов. По словам самого Владимира, этот тренер «многому его научил». В 1975 году, уезжая в Киев старшим тренером сборной команды Украины, Михаил Завьялов хотел оставить в Мариуполе свою боксёрскую школу — он предложил Харченко, завершавшему карьеру боксёра, стать своим преемником. По настоящее время В. Г. Харченко работает тренером в спортивном клубе «Азовсталь». Воспитал много известных боксёров, одним из которых является Богдан Панков.
В Мариуполе проводятся городские соревнования на приз Владимира Григорьевича Харченко.
В. Г. Харченко женат. С женой Людмилой Владимировной (также окончила Нежинский педагогический институт) имеют детей и внуков.

## Спортивные достижения
Был чемпионом спартакиады Украины, финалистом чемпионата СССР в 1972 и 1974 годах, чемпион СССР 1973 года. Четыре года был в сборной команде СССР, пять лет — в сборной команде Украины, чемпион Украины. Выступал в лёгкой весовой категории до 60 кг. На ринг Владимир Харченко выходил 147 раз: 105 боёв закончил досрочно, 22 боя выиграл по очкам, 20 — проиграл. Три раза участвовал в ежегодном польском турнире «Черный диамант».
- Чемпионат СССР по боксу 1972 года — ;
- Чемпионат СССР по боксу 1973 года — ;
- Чемпионат СССР по боксу 1974 года — ;